# Gary White (piłkarz)
Gary John White (ur. 25 lipca 1974 w Southampton, Anglia) – angielski piłkarz, grający na pozycji pomocnika, trener piłkarski.

## Kariera piłkarska

### Kariera klubowa
Wychowanek Southampton F.C. W 1990 karierę piłkarską rozpoczął w drużynie Bognor Regis Town F.C. W 1994 został piłkarzem australijskiego klubu Fremantle City, w którym występował do 1996.

## Kariera trenerska
W latach 1998–1999 pracował na stanowisku dyrektora technicznego i głównego trenera reprezentacji Brytyjskich Wysp Dziewiczych. Od września 1999 do 2008 prowadził reprezentację Bahamów oraz pełnił w niej funkcje dyrektora technicznego. W 2009 został mianowany na dyrektora technicznego Seattle Sounders FC oraz Washington State Soccer. 1 lutego 2012 stał na czele reprezentacji Guamu. Również dostał obowiązki dyrektora technicznego reprezentacji. Obydwa obowiązki pełnił do maja 2016 r., kiedy został trenerem Shanghai Shenxin. W listopadzie tego samego roku klub poinformował o rozwiązaniu umowy z trenerem.
15 września 2017 został trenerem i dyrektorem technicznym reprezentacji Chińskiego Tajpej.